# Никулкино (Удомельский район)
Никулкино — деревня в Удомельском городском округе Тверской области.

## География
Деревня находится в северной части Тверской области на расстоянии приблизительно 10 км на юго-запад по прямой от железнодорожного вокзала города Удомля в 1 км выше впадения Мажицы в озеро Сестрино.

## История
Известна с 1545 года. В 1859 году принадлежала помещикам Сназину-Тормасову, Колзакову и Григорьеву. Дворов (хозяйств) в ней было 15 (1859 год), 25 (1886), 28 (1911), 29 (1958), 16 (1986), 25 (2000). В советское время работали колхозы «Парижская коммуна», им. Молотова и «Рассвет». До 2015 года входила в состав Удомельского сельского поселения до упразднения последнего. С 2015 года в составе Удомельского городского округа.

## Население
Численность населения: 106 человек (1859 год), 149(1886), 167 (1911), 67 (1958), 21 (1986), 52 (русские 83 %) в 2002 году, 56 в 2010.

## Археология
В 0,3—0,5 км к юго-востоку от деревни Никулкино на левом берегу Мажицы находится комплекс археологических памятников, включающий 2 поселения и один грунтовый могильник. Селище 1 датируется серединой — второй половиной 1 тысячелетия нашей эры. На Селище 2 обнаружен сосуд эпохи бронзы, обломки лепной керамики середины 1 тысячелетия нашей эры, раннекруговая керамика начала 2 тысячелетия нашей эры, круговая керамика XV—XVIII веков. Погребения грунтового могильника датируются, предположительно серединой — третьей четвертью 2 тысячелетия нашей эры. Средний возраст умерших половозрелых индивидов в Никулкино составляет 36,9 лет и близок к показателю среднего возраста известных серий кривичей. Полученные данные близки и к наиболее характерному интервалу показателя возраста умерших на территории Средневековой Руси (35—39,9 лет).